# Luzonrödstjärt
Luzonrödstjärt (Phoenicurus bicolor) är en fågel som numera placeras i familjen flugsnappare. Liksom dess nära släkting forsrödstjärten har den anpassat sig till att leva intill strömmande vattendrag. Arten förekommer endast på norra Luzon i Filippinerna. IUCN kategoriserar beståndet som nära hotat.

## Utseende och läten

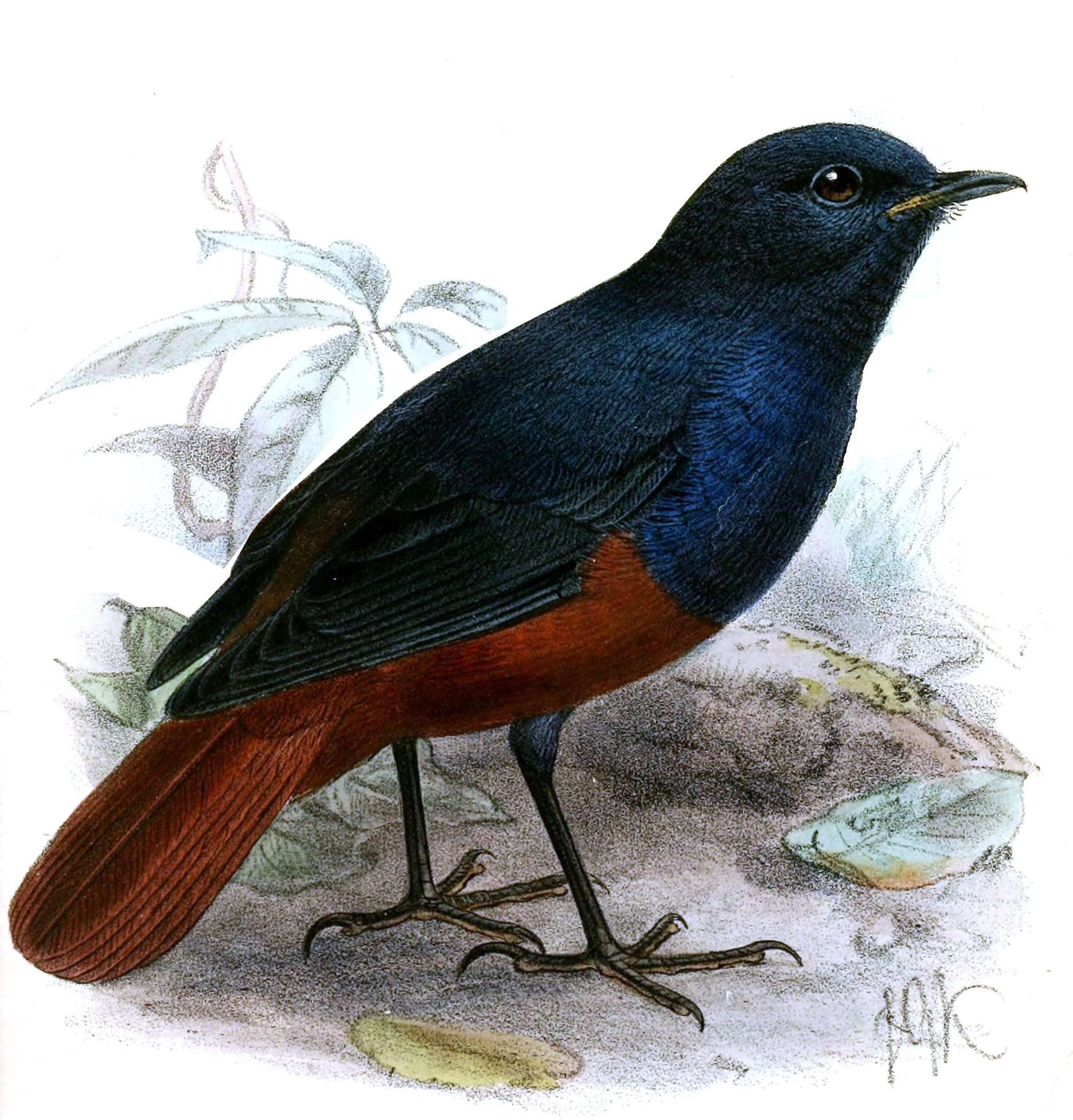
Illustration av en luzonrödstjärt.

Luzonrödstjärten är en liten (15 cm) orange och blåaktig rödstjärt. Hanen har mörkt skiffergrå ovansida med brun ton på vingarna, medan den är orangefärgad till kastanjebrun på övre stjärttäckare, stjärt, buk och undergump. Honan liknar hanen men har mattare brunaktig övre stjärttäckare och stjärt. Lätet består av ljusa visslingar.

## Utbredning och systematik
Luzonrödstjärten återfinns enbart vid forsar på norra Luzon (norra Filippinerna). Arten placerades tidigare tillsammans med forsrödstjärt i släktet Rhyacornis. Flera genetiska studier visar dock att det släktet liksom strömrödstjärt i släktet Chamairrornis  är en del av Phoenicurus.

### Familjetillhörighet
Rödstjärtarna ansågs fram tills nyligen liksom bland andra stenskvättor, stentrastar och buskskvättor vara små trastar. DNA-studier visar dock att de är marklevande flugsnappare (Muscicapidae) och förs därför numera till den familjen.

## Levnadssätt
Luzonrödstjärten bebor klara och ostörda, strömmande vattendrag på över 300 meters höjd. De kringliggande miljöerna varierar, alltifrån tropiska bergsskogar, tallskogar eller buskmarker med spridda träd. Fynd från Dalton Pass mellan augusti och december indikterar att vissa individer flyttar efter häckning.

## Status
Arten har ett mycket begränsat utbredningsområde och snäva krav på levnadsmiljö, vilket gör den känslig för habitatförlust. Den minskar dessutom i antal. Internationella naturvårdsunionen IUCN har därför tidigare kategoriserat arten som sårbar, men flyttade 2020 ner den till den längre hotnivån nära hotad efter nya uppgifter som visar att världspopulationen är större än och den minskar heller inte lika kraftigt som man tidigare trott. Beståndet uppskattas numera till under 10 000 vuxna individer men fler än 2 500.

## Namn
Luzonrödstjärtens vetenskapliga artnamn bicolor betyder "tvåfärgad".